# 1964 au Vatican
Chronologie du Vatican
- 1960
- 1961
- 1962
- 1963
- 1964
- 1965
- 1966
- 1967
- 1968

Cette page concerne les évènements survenus en 1964 au Vatican  :

## Évènement
- 14 septembre-21 novembre : Troisième session du IIe concile œcuménique du Vatican
- 13 novembre : Paul VI donne une tiare aux pauvres.
- 23 novembre : Le Vatican abolit le latin comme langue officielle de la liturgie catholique romaine.
- Saul Friedländer publie Pie XII et le Troisième Reich.